# Jan Skulich
Jan Skulich (ur. 21 października 1920, zm. 11 czerwca 2002) – polski pracownik przemysłu budowlanego i motoryzacyjnego związany z Sanokiem.

## Życiorys

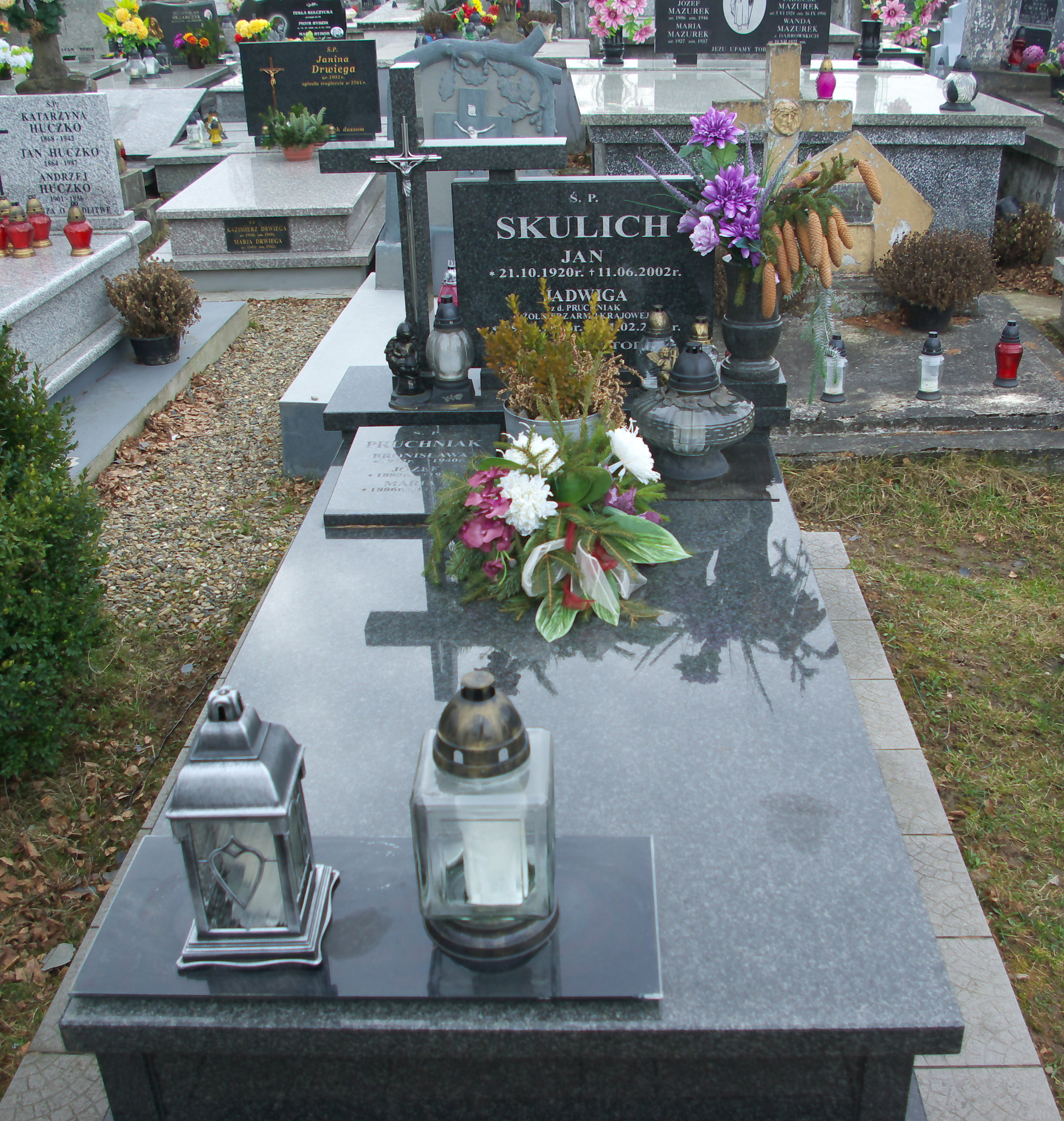
Nagrobek Jana Skulicha

Urodził się 21 października 1920. U kresu II wojny światowej współdziałał przy odbudowie fabryki Sanowag w Sanoku. Wówczas był jeszcze pracownikiem Mostostalu, z którym pracował przy budowach Mostu Poniatowskiego, Gmachu Sejmu RP, Mostu Śląsko-Dąbrowskiego, Huty Częstochowa, Zakładów Sodowych w Krakowie, Zakładów Metalowych Łabędy, Nowej Huty. Pracownikiem był formalnie od 1952 i w późniejszych latach po przemianowaniu na Sanocką Fabrykę Autobusów „Autosan”. W zakładzie pracował w wydziale remontowym (był kierownikiem zakładowych brygady wydziału remontowego). Według różnych źródeł obchodził jubileusz pracy w zakładzie: 35-lecia w 1980 bądź 40-lecia w 1981.
Od 1953 do 1954 pełnił funkcję prezesa klubu sportowego Stal Sanok, później zasiadał w zarządzie klubu.
Jan Skulich zmarł 11 czerwca 2002. Został pochowany na Cmentarzu Posada w Sanoku. W jego grobie spoczęła Jadwiga Skulich z domu Pruchniak (1926-2013, żołnierz Armii Krajowej, siostra Władysława Pruchniaka).

## Odznaczenia
- Krzyż Kawalerski Orderu Odrodzenia Polski
- Złoty Krzyż Zasługi
- Złota Odznaka Związku Zawodowego Metalowców
- Srebrna odznaka „Za zasługi dla rozwoju przemysłu maszynowego” (1978)[9]
- Odznaka „Zasłużony dla Sanoka” (1976)[10]
- Wpis do „Księgi zasłużonych dla województwa krośnieńskiego” (1976, w gronie pierwszych trzydziestu wyróżnionych osób)[11][12]
- Srebrna odznaka „Zasłużony Działacz Związku Zawodowego Metalowców” (1977)[13]
- Odznaka honorowa „Za zasługi dla województwa krośnieńskiego” (1979)[14]